# Leucoraja compagnoi
Leucoraja compagnoi (лат.) — вид хрящевых рыб семейства ромбовых скатов отряда скатообразных. Обитают в юго-восточной Атлантике и в западной части Индийского океана. Встречаются на глубине до 625 м. Их крупные, уплощённые грудные плавники образуют диск в виде ромба. Максимальная зарегистрированная длина 51,7 см. Откладывают яйца. Не являются объектом целевого промысла.

## Таксономия
Впервые вид был научно описан в 1995 году как Raja compagnoi. Он назван в честь исследователя пластиножаберных Леонардо Компаньо. Голотип представляет собой неполовозрелую самку длиной 29,2 см, с диском шириной 5,6 см, пойманную у берегов ЮАР (30°44′ ю. ш. 15°18′ в. д.) на глубине 550 м.

## Ареал
Эти батидемерсальные скаты у берегов ЮАР. Встречаются на материковом склоне на глубине 480—625 м.

## Описание
Широкие и плоские грудные плавники этих скатов образуют ромбический диск с треугольным рылом и закруглёнными краями. На вентральной стороне диска расположены 5 жаберных щелей, ноздри и рот. На тонком хвосте имеются латеральные складки. У этих скатов 2 редуцированных спинных плавника и редуцированный хвостовой плавник. Максимальная зарегистрированная длина 51,7 см.

## Биология
Эти скаты откладывают яйца, заключённые в жёсткую роговую капсулу с выступами на концах. Эмбрионы питаются исключительно желтком. 

## Взаимодействие с человеком
Эти скаты не являются объектом целевого промысла. Попадаются в качестве прилова. Данных для оценки Международным союзом охраны природы охранного статуса вида недостаточно.